# メフメト1世
メフメト1世（Mehmed I もしくは Mehmed Çelebi、1386年- 1421年5月26日）は、オスマン帝国の第5代皇帝（スルターン）（在位: 1413年 - 1421年）。第4代皇帝バヤズィト1世の子。「典雅王（チェレビー）」の別名で知られる。分裂した帝国を再統一し、短い治世の中で国家の再建に注力した皇帝として評価されている。

## 生涯

### アンカラの戦い以前
バヤズィト1世の子として生まれる。
父バヤズィト1世の存命中には、アマスィヤの知事を務めた。1402年のアンカラの戦いで、父のバヤズィト1世がティムールに敗れて捕虜となる。この時メフメトもバヤズィトに従軍していたが、トルコ人兵たちに助けられて無事に戦場を脱出することができた。
アンカラの戦いの後、メフメトは自身の任地であるアマスィアを拠点とした。ティムールの軍はアナトリアに長くは留まらず、エーゲ海沿岸部に到達した後に撤退したが、かつてオスマン帝国に併合されたベイリク（君侯国）がティムールによって再興され、アナトリアのオスマン帝国の領土は祖父ムラト1世以前の規模に縮小していた。また、メフメトの3人の兄弟が、以下の地に拠ってそれぞれ帝位を主張していた。
- スレイマン：エディルネを本拠にバルカン半島を支配
- イーサー：ブルサ
- ムーサー：キュタヒヤ

足かけ11年にわたる、オスマン帝室の兄弟間で君主の地位を巡る闘争が起きたこの時代は、「空位時代」（もしくは「危機時代」）と呼ばれる。

### 空位時代

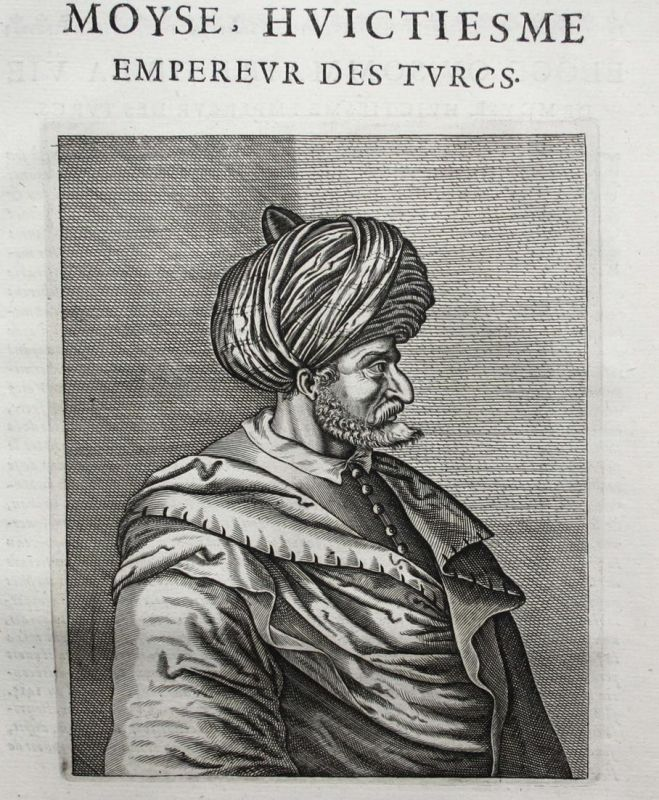
メフメトのライバルの一人ムーサー

スレイマンが譲歩と引き換えにビザンツ帝国（東ローマ帝国）皇帝マヌエル2世らバルカン半島のキリスト教国の君主と同盟したのに対し、
メフメトらアナトリアを拠点とする王子はオスマン帝国のガーズィー（異教徒と戦う信仰の戦士）の伝統を掲げて、大義名分とした。メフメトはイーサーを攻撃してブルサ、イズニクを奪取し、彼をコンスタンティノープルに放逐した。長兄のスレイマンはメフメトを牽制するため、1404年にイーサーに軍を提供してアナトリアに派遣するが、メフメトは2度の戦いでイーサーに勝利を収める。1404年頃にイーサーの消息は途絶えて、彼が率いていた軍はメフメトに吸収された。イーサーの派遣と同時にスレイマンは1404年にバルカン半島からアジア側に進攻、ブルサやマルマラ海沿岸部の都市を占領し、後継者争いにおいて当初はスレイマンが優位に立っていた。メフメトはオスマン帝国のライバルであるカラマン侯国と同盟し、スレイマンからの攻撃を抑えた。
メフメトはティムールによって復興されたアイドゥン侯国、サルハン侯国、テケ侯国、メンテシェ侯国を破り、再び宗主権を認めさせる。1409年、スレイマンを挟撃するため、メフメトは弟ムーサーをバルカン半島に派遣した。ムーサーはセルビア、ワラキアと同盟し、ワラキア、セルビア、ブルガリアから成るバルカン諸国の軍勢を率いてエディルネのスレイマンを攻撃した。ムーサーの進攻を知ったスレイマンがアナトリアからヨーロッパに軍を返したため、メフメトはスレイマンが有していたアナトリア西部を制圧することができた。1411年2月にスレイマンはコンスタンティノープルへの逃走中に戦死、勝利したムーサーは貨幣に自らの名を刻んで君主を称し、スレイマンがバルカン諸国に返還した領土を奪い返した。ムーサーはイラン出身のスーフィー（イスラームの神秘主義者）・シェイフ・ベドレッディンをカザスケル（大法官）に起用するが、ベドレッディンの主張する財産の共有化とハレムを除く私有財産の廃止を唱える共産主義にも類似する思想は、貴族、富裕層、イスラム神学者からの猛反発を受けた。ベドレッディンは異端と宣告され、彼を保護するムーサーも不利な立場に立たされる。メフメトはビザンツ皇帝マヌエル2世、セルビア公ステファン・ラザレヴィチと同盟し、1413年7月10日にチャムルルの戦いでムーサーを捕殺した。
帝国の再統一が達成されると、メフメトはこれまで名乗っていたチェレビィ（王子）やエミールの称号に代えて、正式にスルターンを称した。

### 再統一後
メフメトはムーサーに勝利した経緯からビザンツ帝国に対して治世を通して友好的な態度を取り、メフメトの在位中ビザンツ帝国には束の間の平和が訪れる
。ヨーロッパ側での混乱を収拾したメフメトは、外敵の攻撃と内乱で混乱するアナトリアに帰還した。アナトリアではカラマン侯国が協定を破棄してオスマン領内に侵入し、かつてのムーサーの将校ジュネイトがイズミルを拠点として反乱を起こしていた。イズミル攻撃、2度にわたるコンヤ包囲を経て、1416年にカラマンを降伏させ、ジュネイトをイズミルから追放した。コンヤ包囲の後、アクシェヒル、スィヴリヒサル、ベイシェヒル、セイディシェヒルをカラマンから奪回する。
また、同1416年にはゲリボルでオスマン海軍とヴェネツィア共和国の艦隊との間に戦闘が起きる。オスマン海軍は決定的な戦果を挙げられなかったものの、司令官が戦闘で負傷したヴェネツィア艦隊はテネドス島（ボズジャアダ島）に撤退した。オスマン、ヴェネツィアの間に捕虜の交換を条件とした講和が成立し、オスマンはダーダネルス海峡の制海権を回復する。また、メフメトは関係が悪化したハンガリーの攻撃に備えてハンガリーとの国境、ボスニア方面に城砦を築くが、ドナウ川向こうの北部に領土が拡大されるのは、次代のムラト2世以降のことである。

### 3つの反乱

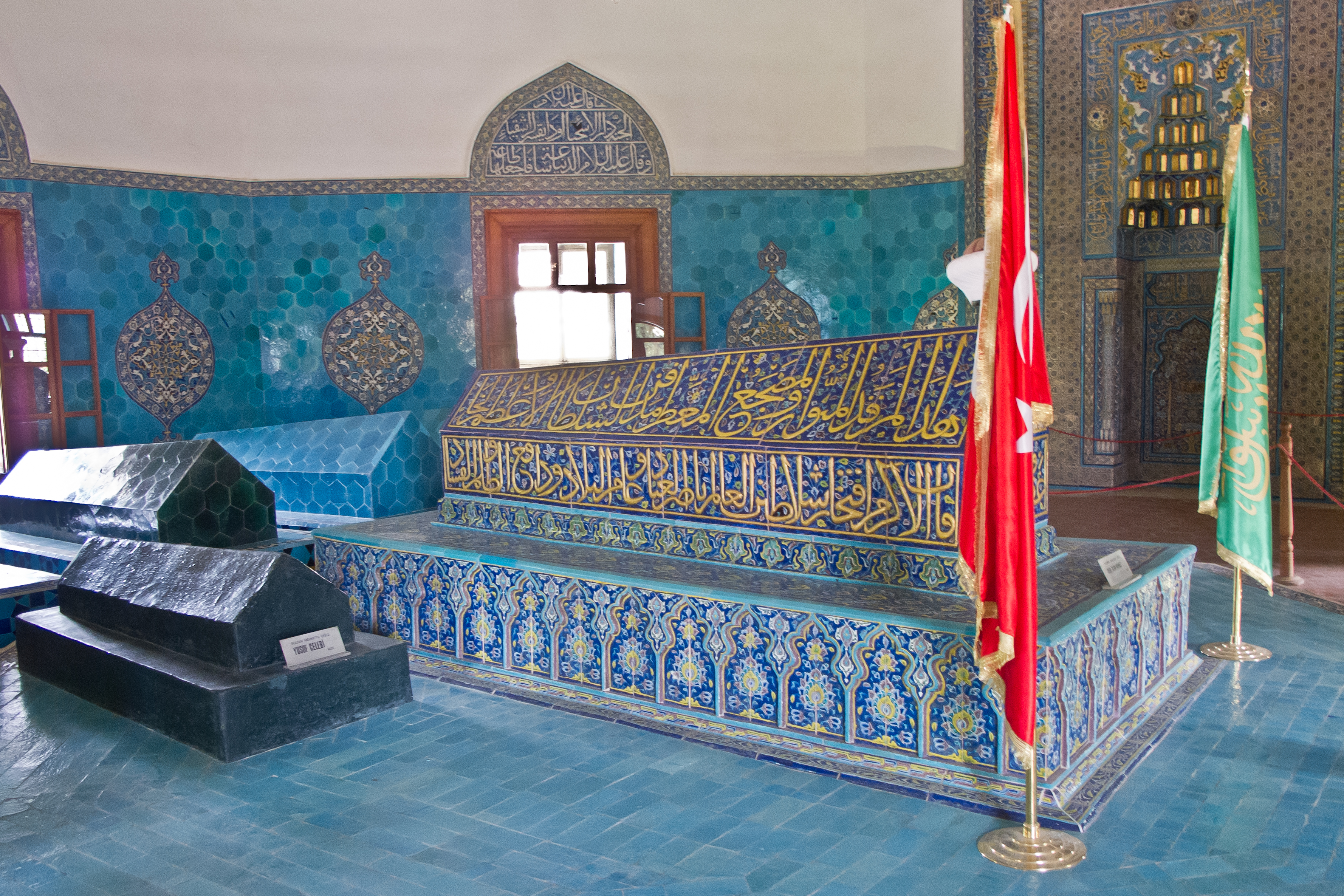
ブルサのメフメト1世の霊廟

1418年から1420年にかけて、アナトリアとバルカン半島のオスマン領で宗教反乱が起きる。
エーゲ海沿岸部のカラブルン半島でトルコ人イスラム教徒ベルクリュセ・ムスタファとユダヤ人のラビ・トルラクらが、かつてムーサーの保護を受けていたシェイフ・ベドレッディンの思想に共鳴して反乱を起こし、彼らはイスラム教、キリスト教、ユダヤ教の統合を主張していた。
当のシェイフ・ベドレッディンは、メフメトの即位後にイズニクに送られていたが、ムスタファらが反乱を起こした後にイズニクから脱走し、ワラキアのデリオルマンに移動した。ワラキア公子ミハイルの支援を受けたベドレッディンは、デリオルマンで反乱を起こし、メフメトによってバルカン半島に強制移住させられたテュルク系の遊牧民らも反乱に参加した。
カラブルン半島での反乱は息子のムラトによって鎮圧され、ベドレッディンは大宰相のバヤズィト・パシャによって捕らえられ、処刑された。メフメトは自分の兄弟であるムスタファを名乗る人物の討伐に向かう。
1419年にバヤズィト1世の王子ムスタファを名乗る反乱者（偽ムスタファ）が現れ、ジュネイトが偽ムスタファの元に合流する。
メフメトは両者を破り、偽ムスタファはコンスタンティノープルに亡命した。偽ムスタファの亡命先であるビザンツ帝国に対しては、オスマン側が毎年一定額の費用を支払うことを条件に、ムスタファを監視下に置く取り決めがなされた。

### 崩御
1421年5月26日にメフメトは崩御し、息子のムラトがブルサに入城して即位するまで彼の崩御は秘匿された。

## 政策

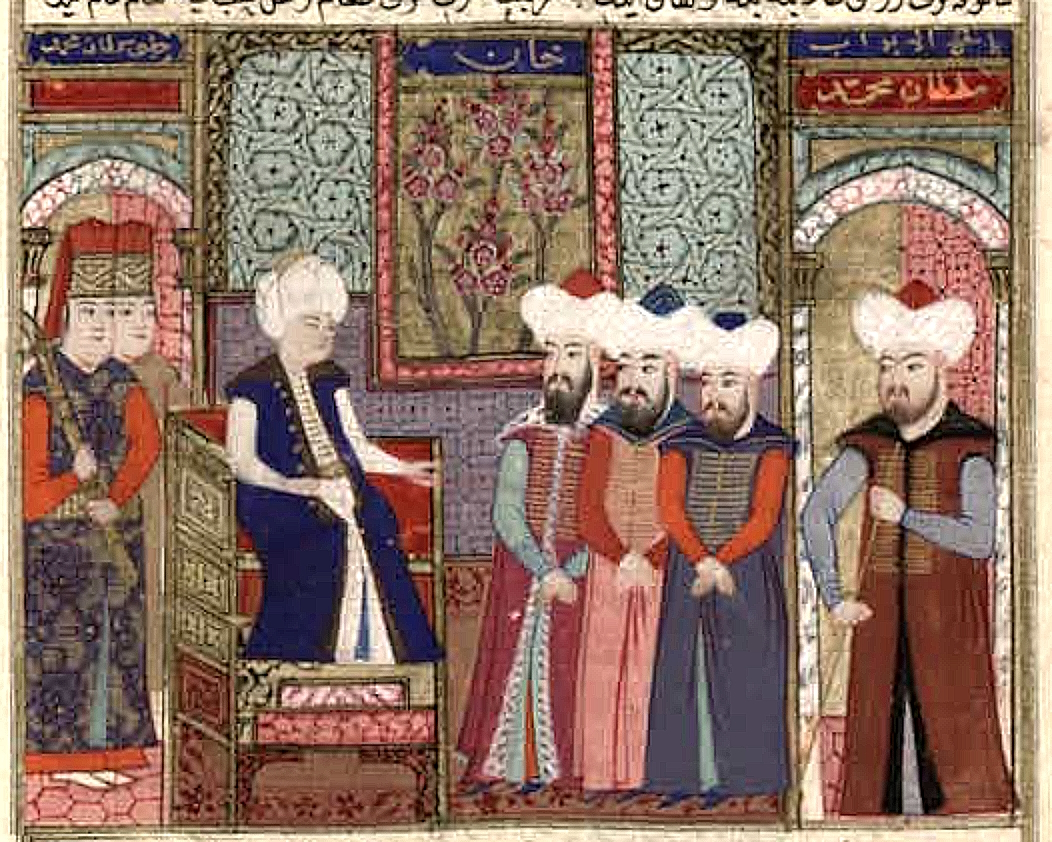
メフメト1世と高官たち

メフメト1世の治世は、オスマン宮廷内でトルコ人貴族が権勢をふるった最後の時代とされている。メフメトは即位後、人種と宗教が入り乱れる国内の諸勢力から、チャンダルル家を代表とするトルコ系の有力者を優遇した。一方、バヤズィト1世に仕官していたキリスト教徒は宮廷から追放され、デヴシルメによって徴用されたイェニチェリの拡張は行われなかった。
メフメト1世の治世では帝国内でのダルヴィーシュ（スーフィーの修道僧）の影響力が低下し、スンナ派の影響力が徐々に高まっていった。

## 年表
- 1386年 - 誕生
- 1402年 - アンカラの戦いで父バヤズィト1世が捕虜に。兄弟との帝位争奪戦が始まる。
- 1413年7月10日 - 帝国の再統一、正式にスルターンに即位
- 1416年 - ゲリボルでヴェネツィア共和国の艦隊に勝利
- 1418年 - シェイフ・ベドレッディンの反乱
- 1419年 - 偽ムスタファの反乱
- 1421年5月26日 - 崩御

## 肖像画

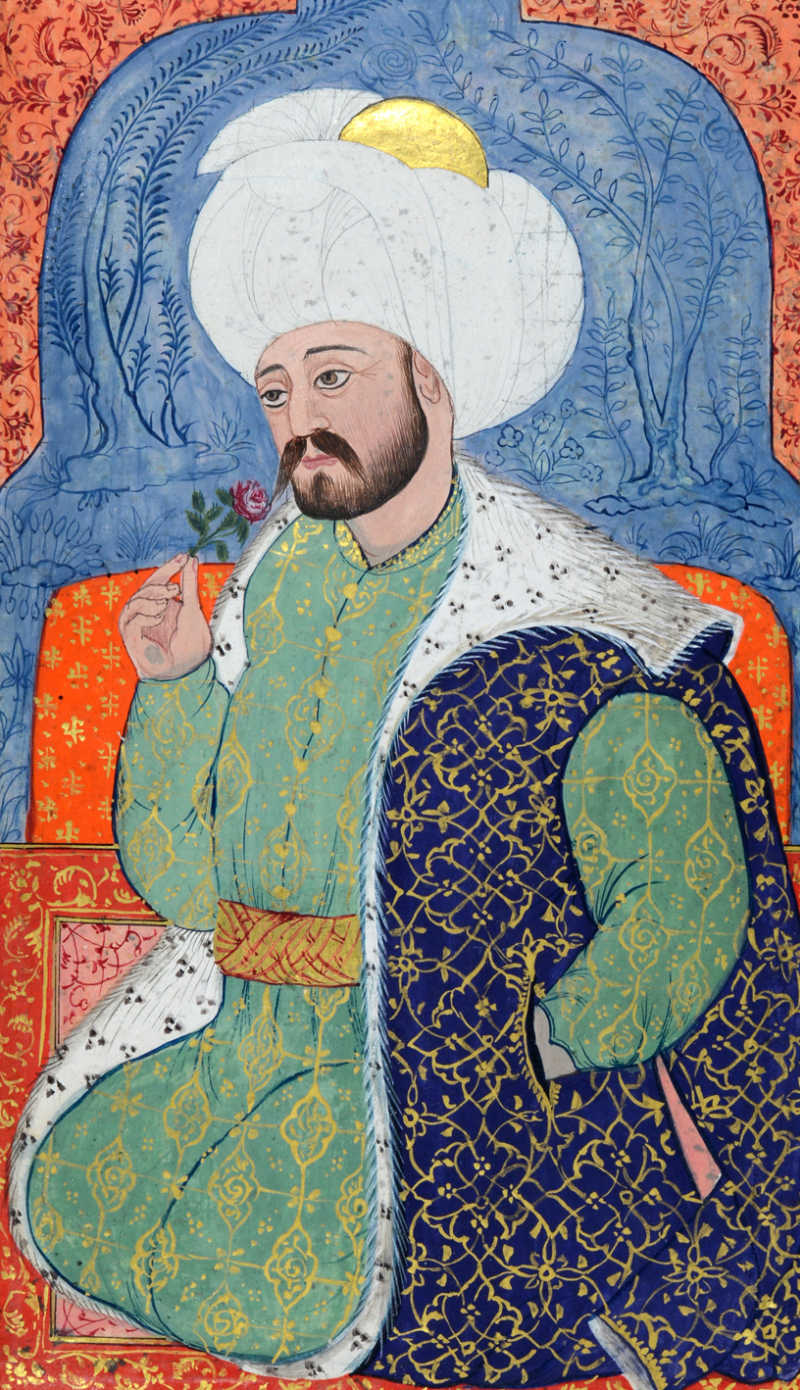
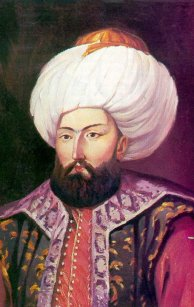